# Sveta Trojica, Domžale
Sveta Trojica este o localitate din comuna Domžale, Slovenia, cu o populație de 62 de locuitori.